# Eduardo Bibiano Endériz Artajona
Eduardo Bibiano Endériz Artajona (Montevideo, Uruguai, 28 de juliol de 1940 - Valladolid, 24 d'agost de 1999) fou un futbolista uruguaià.
S'establí a Valladolid on entrenà clubs com la Cultural Leonesa, SD Ponferradina, Zamora CF o Gimnástica Segoviana.